# Questão do Prata
As Questões Platinas, Guerras Platinas ou Campanhas Platinas foram um conjunto de conflitos diplomáticos e militares que ocorreram no século XIX entre os países da região do Prata. Assim, delas participaram Argentina, Brasil, Paraguai e Uruguai em algum momento.
Estas questões iniciaram-se em 1816, com a pretensão do príncipe regente João VI de anexar a Banda Oriental e fixar a fronteira meridional na margem esquerda do rio da Prata, na Guerra contra Artigas (ou Primeira Guerra Cisplatina). Após a independência brasileira, já durante o reinado de Pedro I, nova guerra aconteceu: a independência uruguaia ocorreu a partir da Guerra da Cisplatina, de 1825 a 1828. Posteriormente, o mesmo país foi palco da Guerra Grande (ou Guerra Civil do Uruguai, entre 1839 e 1851). Do ponto de vista brasileiro, os conflitos militares continuaram durante o reinado de Pedro II, a começar com a Guerra do Prata (ou Guerra contra Oribe e Rosas, de 1851 a 1852), seguida da Guerra do Uruguai (ou Guerra contra Aguirre, de 1864 a 1865) e culminando com a última das guerras do Prata, a Guerra do Paraguai (ou Guerra da Tríplice Aliança, de 1864 a 1870).
| Conflito              | Período   | Beligerantes | Beligerantes |
| --------------------- | --------- | ------------ | ------------ |
| Guerra contra Artigas | 1816-1820 |              |              |
| Guerra da Cisplatina  | 1825-1828 |              |              |
| Guerra Grande         | 1839-1851 |              |              |
| Guerra do Prata       | 1851-1852 |              |              |
| Guerra do Uruguai     | 1864-1865 |              |              |
| Guerra do Paraguai    | 1864-1870 |              |              |

Outra interpretação exclui a invasão joanina que anexou a Banda Oriental e a guerra civil uruguaia e situam as Questões Platinas entre os anos de 1825 e 1870. Voltada à história das relações internacionais do Brasil, essa interpretação listam quatro conflitos armados nos quais o Brasil (independente) disputou militarmente a supremacia sul-americana na região platina.
Uma terceira interpretação restringe ao Segundo Reinado, abrangendo somente os três últimos conflitos relativos à livre navegação nos rios da bacia do Prata, no período de 1851 a 1870.